# Fourmetot
Fourmetot település Franciaországban, Eure megyében. Lakosainak száma 700 fő (2018. január 1.). Fourmetot Bourneville-Sainte-Croix, Corneville-sur-Risle és Manneville-sur-Risle községekkel határos.

## Népesség
A település népességének változása:
| Lakosok száma | 643  | 682  | 693  | 690  | 700  |
|               | 2013 | 2015 | 2016 | 2017 | 2018 |